# Hemicyclopora emucronata
Hemicyclopora emucronata är en mossdjursart som först beskrevs av Smitt 1872.  Hemicyclopora emucronata ingår i släktet Hemicyclopora och familjen Romancheinidae. Inga underarter finns listade i Catalogue of Life.